# Kingsley A. Taft

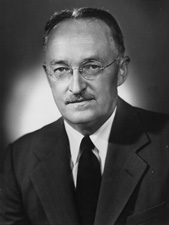
Kingsley A. Taft.

Kingsley Arter Taft, född 19 juli 1903 i Cleveland, Ohio, död 28 mars 1970 i Columbus, Ohio, var en amerikansk republikansk politiker och jurist. Han representerade delstaten Ohio i USA:s senat 1946-1947.
Taft utexaminerades 1925 från Amherst College. Han avlade 1928 juristexamen vid Harvard Law School. Han arbetade sedan som advokat i Cleveland. Han deltog i andra världskriget i USA:s armé och befordrades till major.
Senator Harold H. Burton avgick 1945 för att tillträda som domare vid USA:s högsta domstol. James W. Huffman blev utnämnd till senaten fram till fyllnadsvalet följande år. Taft vann fyllnadsvalet och efterträdde Huffman som senator i november 1946. Han efterträddes 1947 som senator av John W. Bricker.
Taft tillträdde 1948 som domare i Ohios högsta domstol. Han var domstolens chefsdomare från 1962 fram till sin död. Hans grav finns på Lake View Cemetery i Cleveland.